# Furubergstjärnen, Dalarna
Furubergstjärnen är en sjö i Malung-Sälens kommun i Dalarna och ingår i Dalälvens huvudavrinningsområde.